# Venstre (Norvège)
Pour les articles homonymes, voir Venstre.
Venstre en français : « Gauche » est un parti libéral et social-libéral norvégien, symbolisé par la lettre V. Il s'agit du plus ancien parti politique de Norvège, qui a notamment adopté des réformes telles que le parlementarisme, la liberté de religion, le suffrage universel et l'éducation gratuite. Depuis 2020, la chef du parti est Guri Melby. Ayant d'abord été un grand parti de Norvège, il a ces derniers temps été marginalisé, et a lutté pour obtenir un score au-dessus du seuil électoral.
Le parti est considéré comme social-libéral et défenseur de la liberté individuelle sous la condition préalable d'un état actif. Depuis les années 1970, le parti a maintenu une position écologiste, qui était une partie importante de son profil politique . Dans l'ensemble, il a eu une position centriste dans le paysage politique norvégien. Le parti est également un fervent partisan du multiculturalisme et de l'augmentation de l'immigration.
Fondé en 1884, avec le soutien principal de paysans et de radicaux urbains, il a été le premier parti politique à naître en Norvège. Depuis les années 1880, le parti a connu de nombreux schismes internes, qui se sont toujours conclus avec la mort lente des ailes modérées, tandis que l'aile radicale a survécu. Le schisme récent le plus notable était celui de 1972, lorsque le Parti libéral a décidé de s'opposer à l'adhésion de la Norvège à l'Union européenne. Le parti a perdu beaucoup de ses soutiens dans la période d'après-guerre, mais il a participé à de nombreuses coalitions gouvernementales centristes et de centre-droit. Depuis les années 1960, le parti n'a pu faire un score au-dessus du seuil électoral que deux fois, et de 1985 à 1993, le parti n'était pas représenté au Parlement. Depuis 2017, le parti détient huit sièges au parlement.

## Histoire
Le parti Venstre est formé en 1884 dans le cadre du litige cherchant à définir si oui ou non le parlementarisme devait être introduit en Norvège. Venstre (qui signifie «gauche» en norvégien) est alors le parti qui prône le parlementarisme, alors que les conservateurs, qui s'opposent au parlementarisme, forment le parti Høyre (qui signifie «droite»). Lorsque le combat pour le parlementarisme est remporté par Venstre, le leader Johan Sverdrup devient le premier Premier ministre norvégien à être nommé sur la base du soutien d'une majorité parlementaire. Plus tard, Venstre préconise le suffrage universel pour les hommes, introduit en 1898. Venstre est favorable à l'éclatement de l'Union suédo-norvégienne, qui a eu lieu en 1905, et est aussi favorable au droit de vote des femmes, introduit en 1913. Dans les premières décennies après 1884, Venstre forme plusieurs gouvernements, en alternance de périodes de gouvernements de Høyre. Six différents premiers ministres de Norvège viennent de Venstre, chacun d'entre eux ayant gouverné avant 1935. Avec la croissance du Parti travailliste, Venstre perd progressivement du terrain. L'élection de 1915 fut la dernière à laquelle Venstre a été le plus grand parti et où il a remporté une majorité absolue dans le Storting. Venstre a été encore affaibli avec la formation du Bondepartiet (aujourd'hui Parti du centre (Norvège)) en 1920, et du Parti populaire chrétien (Norvège) en 1933, tous deux ayant été formés en partie par d'anciens membres de Venstre. Depuis la fin de la Seconde Guerre mondiale, Venstre a fait partie de quatre gouvernements de coalition, le plus récent étant le deuxième gouvernement de Kjell Magne Bondevik (2001-2005).
À cause d'une dissension interne sur la question de l’adhésion de la Norvège à l'UE, en 1973, 9 des 13 parlementaires de Venstre ainsi que le chef du parti le quittent pour former le Parti Populaire Libéral.
En 1974, Venstre élit la première femme chef d'un parti politique en Norvège, Eva Kolstad.
Les résultats des élections ont continué d'être décevants pour Venstre. Avant les élections de 1985, le parti annonce pour la première, et jusqu'ici la seule fois, qu'ils soutiendront le gouvernement du Parti travailliste. Lors de l'élection suivante, ils perdirent leurs deux seuls sièges, et se retrouvèrent sans représentation au Parlement norvégien pour la première fois. En 1988, Venstre fut réunifié avec le parti dissident de 1972, mais lors des élections de 1989, le parti réunifié échoua de nouveau à remporter des sièges parlementaires. En 1993, le nouveau parti ne réussit pas à atteindre le seuil de 4 % ce qui les aurait rendu admissibles pour les sièges d'"égalisation" au Parlement. Cependant, le candidat Lars Sponheim a tout de même été élu directement dans le Hordaland.
En 1997, Venstre passe le seuil de 4 %, ce qui augmente son nombre de sièges au parlement à six. En conséquence, Venstre voit également sa première participation au gouvernement depuis 1973. Le parti a eu 4 ministères dans le premier gouvernement minoritaire de Kjell Magne Bondevik. Lars Sponheim est devenu ministre de l'industrie et du commerce, Odd Einar Dørum, ministre de la communication, plus tard ministre de la Justice, Guro Fjellanger, ministre de la protection de l'environnement, et Eldbjørg Løwer ministre de l'Administration, plus tard ministre de la Défense. Mme Løwer a été la première femme ministre de la défense en Norvège. Ce cabinet a démissionné en 2000, refusant d'accepter la décision du Storting de construire des centrales à gaz. En 2001, Venstre échoue de peu  d'atteindre le seuil de 4 %. Cependant, Venstre devient membre du second gouvernement de coalition de Kjell Magne Bondevik, et Sponheim et Odd Einar Dørum entrent dans le gouvernement, les deux étant représentés au parlement par des députés. Le parti a également obtenu un troisième membre au gouvernement, avec l'entrée de Torild Skogsholm en tant que Ministre des transports et des communications.
Les élections de 2005 donnent à Venstre 5,9 % des voix, son meilleur résultat depuis les élections de 1969. Venstre remporte six sièges direct, et encore quatre sièges à travers le système d'équilibrage du nombre de sièges. En raison de la majorité de la coalition rouge-verte, Venstre devient un parti d'opposition.
Aux élections générales de 2009, Venstre a fini sous le seuil de 4 %, laissant le parti avec seulement deux sièges au parlement, ceux de Trine Skei Grande et de Borghild Tenden, alors que le parti avait dix sièges avant l'élection. Le soir même, le 14 septembre 2009, Lars Sponheim annonce qu'il démissionne comme chef du parti, en conséquence du mauvais résultat de son parti. Lors de la conférence du parti en avril 2010, Trine Skei Grande est élue à l'unanimité comme nouvelle cheffe du parti.

## Présidents de Venstre
- 1884 Johan Sverdrup
- 1884-1889 Ole Anton Qvam
- 1889-1893 Johannes Steen
- 1893-1894 Viggo Ullmann
- 1894-1896 Ole Anton Qvam
- 1898-1900 Viggo Ullmann
- 1900-1903 Lars Holst
- 1903-1909 Carl Berner
- 1909-1927 Gunnar Knudsen
- 1927-1940 Johan Ludwig Mowinckel
- 1945-1952 Jacob S. Worm-Müller
- 1952-1964 Bent Røiseland
- 1964-1970 Gunnar Garbo
- 1970-1972 Helge Seip
- 1972-1974 Helge Rognlien
- 1974-1976 Eva Kolstad
- 1976-1982 Hans Hammond Rossbach
- 1982-1986 Odd Einar Dørum
- 1986-1990 Arne Fjørtoft
- 1990-1992 Håvard Alstadheim
- 1992-1996 Odd Einar Dørum
- 1996-2010 Lars Sponheim
- 2010-2020 Trine Skei Grande
- 2020- Guri Melby

## Résultats aux élections

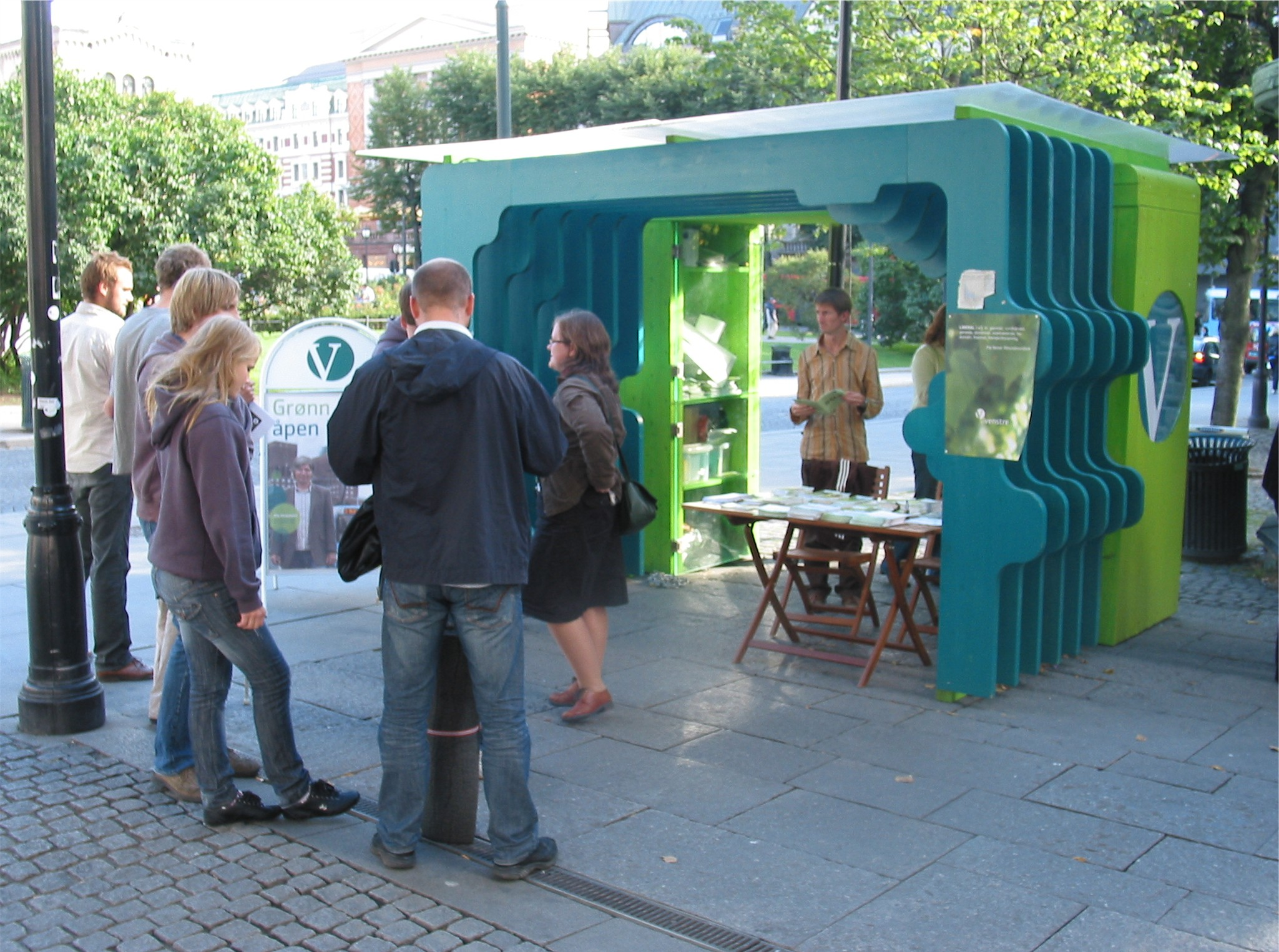
Venstre en campagne.

| Année | %       | Voix   | Rang | Sièges   |
| ----- | ------- | ------ | ---- | -------- |
| 1882  |         | 62,8 % | 1er  | 83 / 114 |
| 1885  |         | 63,4 % | 1er  | 84 / 114 |
| 1888  |         | 41,8 % | 1er  | 37 / 114 |
| 1891  |         | 50,8 % | 1er  | 63 / 114 |
| 1894  |         | 50,4 % | 1er  | 59 / 114 |
| 1897  |         | 52,7 % | 1er  | 79 / 114 |
| 1900  |         | 54,0 % | 1er  | 77 / 114 |
| 1903  |         | 43,0 % | 1er  | 50 / 117 |
| 1906  |         | 45,4 % | 1er  | 73 / 123 |
| 1909  |         | 30,7 % | 2e   | 46 / 123 |
| 1912  |         | 40,2 % | 1er  | 76 / 123 |
| 1915  |         | 33,3 % | 1er  | 74 / 123 |
| 1918  |         | 28,3 % | 1er  | 52 / 126 |
| 1921  |         | 20,1 % | 2e   | 37 / 150 |
| 1924  | 180 979 | 18,7 % | 2e   | 34 / 150 |
| 1927  | 172 568 | 17,3 % | 2e   | 30 / 150 |
| 1930  | 241 355 | 20,2 % | 3e   | 33 / 150 |
| 1933  | 213 153 | 17,1 % | 3e   | 24 / 150 |
| 1936  | 232 784 | 16,0 % | 3e   | 23 / 150 |
| 1945  | 204 852 | 13,8 % | 3e   | 20 / 150 |
| 1949  | 218 866 | 12,5 % | 3e   | 21 / 150 |
| 1953  | 177 672 | 10,0 % | 4e   | 15 / 150 |
| 1957  | 171 047 | 9,6 %  | 4e   | 15 / 150 |
| 1961  | 132 429 | 7,2 %  | 5e   | 14 / 150 |
| 1965  | 207 834 | 10,2 % | 3e   | 18 / 150 |
| 1969  | 202 553 | 9,4 %  | 3e   | 13 / 150 |
| 1973  | 49 968  | 2,3 %  | 8e   | 2 / 155  |
| 1977  | 54 243  | 2,4 %  | 6e   | 0 / 155  |
| 1981  | 79 064  | 3,2 %  | 7e   | 2 / 155  |
| 1985  | 81 202  | 3,1 %  | 7e   | 0 / 157  |
| 1989  | 84 740  | 3,2 %  | 7e   | 0 / 155  |
| 1993  | 88 985  | 3,6 %  | 7e   | 1 / 165  |
| 1997  | 115 077 | 4,5 %  | 7e   | 6 / 165  |
| 2001  | 94 486  | 3,9 %  | 7e   | 2 / 165  |
| 2005  | 156 113 | 5,9 %  | 7e   | 10 / 169 |
| 2009  | 104 144 | 3,9 %  | 7e   | 2 / 169  |
| 2013  | 148 275 | 5,2 %  | 6e   | 9 / 169  |
| 2017  | 127 910 | 4,4 %  | 6e   | 8 / 169  |
| 2021  | 137 433 | 4,6 %  | 7e   | 8 / 169  |

## Répartition géographique du vote pour Venstre
La présence de Venstre a toujours été plus forte dans l'ouest de la Norvège, bien que ce phénomène semble être sur le point de changer. Au cours des six dernières élections parlementaires (avant 2005), Rogaland, Hordaland, Sogn og Fjordane et Møre og Romsdal étaient les régions dans lesquelles le parti obtenait ses meilleurs résultats. Lors des élections législatives de 2005, Oslo est pour la première fois un comté porteur pour Venstre, tout comme l'est Akershus. Ce déplacement géographique des votes s'est répété en 2009, quand les deux seuls représentants parlementaires de Venstre étaient issus d'Oslo et d'Akershus.

## Premiers ministre norvégiens issus de Venstre
- 1884-1889 Johan Sverdrup
- 1891-1893 Johannes Steen
- 1898-1902 Johannes Steen
- 1902-1903 Otto Blehr
- 1907-1908 Jørgen Løvland
- 1908-1910 Gunnar Knudsen
- 1913-1920 Gunnar Knudsen
- 1921-1923 Otto Blehr
- 1924-1926 Johan Ludwig Mowinckel
- 1928-1931 Johan Ludwig Mowinckel
- 1933-1935 Johan Ludwig Mowinckel